# Lissonotus biguttatus
Lissonotus biguttatus är en skalbaggsart som beskrevs av Johan Wilhelm Dalman 1817. Lissonotus biguttatus ingår i släktet Lissonotus och familjen långhorningar. Inga underarter finns listade i Catalogue of Life.